# Ruy-Montceau
Ruy-Montceau (até 2015: Ruy) é uma comuna francesa na região administrativa de Auvérnia-Ródano-Alpes, no departamento de Isère.